# Marie-Thérèse Naessens
Marie-Thérèse Naessens (Nokere, 12 de mayo de 1939) es una deportista belga que compitió en ciclismo en las modalidades de pista, especialista en la prueba de persecución individual, y ruta.
Ganó dos medallas en el Campeonato Mundial de Ciclismo en Pista, plata en 1960 y bronce en 1961.
En carretera obtuvo una medalla de bronce en el Campeonato Mundial de Ciclismo en Ruta de 1962, en la prueba de ruta.

## Medallero internacional
| Campeonato Mundial | Campeonato Mundial | Campeonato Mundial | Campeonato Mundial     |
| Año                | Lugar              | Medalla            | Competición            |
| ------------------ | ------------------ | ------------------ | ---------------------- |
| 1960               | Leipzig (RDA)      | Medalla de plata   | Persecución individual |
| 1961               | Zúrich (Suiza)     | Medalla de bronce  | Persecución individual |

| Campeonato Mundial | Campeonato Mundial | Campeonato Mundial | Campeonato Mundial |
| Año                | Lugar              | Medalla            | Competición        |
| ------------------ | ------------------ | ------------------ | ------------------ |
| 1962               | Saló (Italia)      | Medalla de bronce  | Ruta               |